# Pitcairnia decidua
Pitcairnia decidua é uma espécie de planta do gênero Pitcairnia e da família Bromeliaceae.
Pitcairnia decidua pode ser  diferenciada das demais espécies de Pitcairnia de flores vermelhas da Floresta Atlântica por suas lâminas foliares decíduas, com até 1 centímetros de largura e sépalas ecarenadas. Destaca-se nesta espécie també metros a presença das bases foliares marcescentes.

## Taxonomia
A espécie foi descrita em 1943 por Lyman Bradford Smith.

## Forma de vida
É uma espécie rupícola e herbácea.

## Descrição
| Folha                                   | Folha                                             |
| --------------------------------------- | ------------------------------------------------- |
| folha                                   | dimórfica com folha externa lanceada e inteira    |
| folha interna                           | não constrita entre bainha e limbo                |
| folha interna decídua linha transversal | presente                                          |
| folha interna nervura central           | ausente à inconspícua                             |
| lâmina interna                          | linear triangular menor que 15 milímetros de larg |
| Inflorescência                          |                                                   |
| tipo                                    | simples racemo                                    |
| Semente                                 |                                                   |
| forma do apêndice                       | caudada                                           |

## Conservação
A espécie faz parte da Lista Vermelha das espécies ameaçadas do estado do Espírito Santo, no sudeste do Brasil. A lista foi publicada em 13 de junho de 2005 por intermédio do decreto estadual nº 1.499-R.

## Distribuição
A espécie é encontrada nos estados brasileiros de Espírito Santo, Minas Gerais e Rio de Janeiro.
Em termos ecológicos, é encontrada nos  domínios fitogeográficos de Cerrado e Mata Atlântica, em regiões com vegetação de campos de altitude e vegetação sobre afloramentos rochosos.